# Stenella adeniae
Stenella adeniae är en svampart som först beskrevs av Clifford George Hansford, och fick sitt nu gällande namn av Deighton 1979. Stenella adeniae ingår i släktet Stenella, och familjen Mycosphaerellaceae. Inga underarter finns listade i Catalogue of Life.